# Пятихлебное
Пятихлебное (до 1948 года Ашага-Бешаран, также Бешаран-Ивановка, ранее Ивановка; укр. П'ятихлебне, крымскотат. Aşağı Beş Aran, Ашагъы Беш Аран) — исчезнувшее село в Белогорском районе Республики Крым, в составе Новожиловского сельского совета. Официально, Пятихлебное ликвидировано в период с 1954 по 1968 год, по данным же сельсовета, на 2009 год, числится как жилое, с 1 двором и населением 4 человека.

## География
Село расположено в степной зоне Крыма, на крайнем северо-западе Белогорского района, на границе с Симферопольским, у места впадения в Зую левого притока Бештерек, примерно в 2 км северо-западнее села Новожиловка.

## История
Впервые поселение, как хутор Ивановка, встречается на месте Пятихлебного на карте 1842 года.
В 1860-х годах, после земской реформы Александра II, хутор приписали к Зуйской волости. В «Списке населённых мест Таврической губернии по сведениям 1864 года», составленном по результатам VIII ревизии 1864 года, числится владельческий хутор Ивановское с 16 дворами и 34 жителями при речкѣ Зуѣ На трёхверстовой карте Шуберта 1865—1876 года обозначен хутор Ивановка, без указания числа дворов. В «Памятной книге Таврической губернии 1889 года», по результатам Х ревизии 1887 года, записана уже деревня Ивановка (она же Бешаран), в которой числилось 18 дворов и 91 житель.
После земской реформы 1890 года, деревню отнесли к восстановленной Табулдинской волости. Согласно «…Памятной книжке Таврической губернии на 1892 год», в деревне Ивановка, входившей в Алексеевское сельское общество, числилось 26 жителей в 17 домохозяйствах, на 8 десятинах 600 кв. саженях общинной земли. По «…Памятной книжке Таврической губернии на 1902 год» в деревне Ивановка, входившей в Алексеевское сельское общество, числилось 40 жителей в 10 домохозяйствах. По Статистическому справочнику Таврической губернии. Ч.II-я. Статистический очерк, выпуск шестой Симферопольский уезд, 1915 год, в деревне Бешаран (она же Ивановка) Табулдинской волости Симферопольского уезда числилось 9 дворов с немецким населением в количестве 38 человек приписных жителей и 51 — «посторонних», из которых 48 мужчин и 41 женщин. Жители владели 500 десятинами удобной земли и 300 десятинами — неудобной. В хозяйствах имелось 55 лошадей, 38 волов, 20 коров и 40 голов мелкого скота и приписанная к ней одноимённая каменоломня.
После установления в Крыму Советской власти и учреждения 18 октября 1921 года Крымской АССР, в составе Симферопольского уезда был образован Биюк-Онларский район, в состав которого включили село. В 1922 году уезды получили название округов. Тогда же, на карте Крымского статистического управления 1922 года, впервые появляется название Ашага-Бешаран. 11 октября 1923 года, согласно постановлению ВЦИК, в административное деление Крымской АССР были внесены изменения, в результате которых был ликвидирован Биюк-Онларский район и село включили в состав Симферопольского. Согласно Списку населённых пунктов Крымской АССР по Всесоюзной переписи 17 декабря 1926 года, в селе Бешаран-Ивановка Чонгравского сельсовета Симферопольского района, числился 17 дворов, все крестьянские, население составляло 103 человека. В национальном отношении учтено 76 украинцев, 24 русских, 3 немца. Постановлением КрымЦИКа от 15 сентября 1930 года был вновь создан Биюк-Онларский район, теперь как немецкий национальный (указом Президиума Верховного Совета РСФСР № 621/6 от 14 декабря 1944 года переименованный в Октябрьский), в который включили село. В энциклопедическом словаре «Немцы России» к немецким поселениям отнесён Бешаран, с припиской, что он же Ивановка и Васильевка.
В 1944 году, после освобождения Крыма от фашистов, 12 августа было принято постановление № ГОКО-6372с «О переселении колхозников в районы Крыма» и в сентябре 1944 года в район приехали первые новоселы (212 семей) из Ростовской, Киевской и Тамбовской областей, а в начале 1950-х годов последовала вторая волна переселенцев из различных областей Украины. С 25 июня 1946 года селение в составе Крымской области РСФСР. Указом Президиума Верховного Совета РСФСР от 18 мая 1948 года, Ашага-Бешаран переименовали в Пятихлебное. 26 апреля 1954 года Крымская область была передана из состава РСФСР в состав УССР. Время включения в Амурский сельсовет пока не установлено: на 15 июня 1960 года село уже числилось в его составе.
Указом Президиума Верховного Совета УССР «Об укрупнении сельских районов Крымской области», от 30 декабря 1962 года, Октябрьский район был упразднён и село передали в состав Красногвардейского. Ликвидировано к 1968 году (согласно справочнику «Крымская область. Административно-территориальное деление на 1 января 1968 года» — в период с 1954 по 1968 год, как село, тогда ещё Азовского сельсовета Красногвардейского района), фактически — существует в составе Белогорского.

### Динамика численности населения
| - 1864 год — 34 чел. - 1889 год — 91 чел. - 1892 год — 26 чел. - 1902 год — 40 чел. | - 1915 год — 38/51 чел. - 1926 год — 103 чел. - 2009 год — 4 чел. |